# Displasia fibrosa poliostótica
O envolvimento de dois ou mais ossos é denominado displasia fibrosa poliostótica, uma condição relativamente incomum. O número de ossos envolvidos varia de uns poucos a 75% de todo o esqueleto. Quando visto com pigmentação café au lait (café com leite), o processo é denominado síndrome de Jaffe-Linchtenstein. A displasia fibrosa poliostótica também pode estar combinada com pigmentação café au lait e múltiplas endocrinopatias, tais como precocidade sexual, adenoma pituitário ou hipertireoidismo. Este padrão é conhecido como síndrome de McCune-Albright. Outra desordem rara associada com a displasia fibrosa é a síndrome de Mazabraud, caracterizada por displasia fibrosa em combinação com mixomas intramusculares.
Embora o crânio e os ossos gnáticos possam estar afetados, resultando em assimetria facial, o quadro clínico em pacientes com displasia fibrosa poliostótica é geralmente dominado por sintomas relacionados a lesões nos ossos longos. Fratura patológica resultando em dor e deformidade é frequentemente notada. Discrepância no
comprimento das pernas é muito comum, como resultado do envolvimento da porção superior do fêmur (deformidade em bastão de hóquei).
Hipofosfatemia causada por perda de fosfato renal é outro achado comum entre os pacientes com displasia fibrosa poliostótica. O mecanismo para este achado parece estar relacionado ao fator de crescimento circulante de fibroblastos 23 (FGF23), que é produzido e liberado pelo osso afetado.
Quando presente, a pigmentação café au lait consiste em manchas acastanhadas bem definidas, geralmente unilaterais, no tronco e nas coxas. Estas lesões pigmentadas podem ser congênitas e também podem estar presentes máculas pigmentadas na mucosa oral. As margens das manchas café au lait são tipicamente irregulares, lembrando um mapa da linha costeira do Maine, o que faz contraste com as manchas café au lait da neurofibromatose, que têm bordas suaves (como a costa da Califórnia).
Na síndrome de McCune-Albright, a manifestação endócrina mais comum da síndrome é a precocidade sexual,
particularmente em mulheres. Pode ocorrer sangramento menstrual durante os primeiros meses de vida. O desenvolvimento das mamas e dos pelos pubianos pode ser aparente nos primeiros anos de vida das meninas afetadas.

## Características histopatológicas
As características microscópicas típicas da displasia fibrosa consistem em trabéculas de formato irregular de osso imaturo em um estroma celular fibroso arranjado frouxamente. As trabéculas ósseas não estão conectadas umas às outras. Elas frequentemente assumem formatos curvilíneos, que se parecem com a escrita chinesa. Considera-se que as trabéculas ósseas surjam por metaplasia e não apresentem osteoblastos volumosos margeando-as. Pequenas estruturas arredondadas calcificadas podem ser vistas raramente, mas nunca são numerosas. Em contraste com o fibroma ossificante e displasia cemento-óssea, a displasia fibrosa tipicamente demonstra um padrão mais monótono, em vez de ser uma mistura desorganizada de osso imaturo, osso lamelar e partículas arredondadas. O osso lesionado se funde diretamente ao osso normal, na periferia da lesão, não estando presente, portanto, cápsula ou linha de demarcação. Embora a displasia fibrosa dos ossos longos não sofra maturação, as lesões no crânio e ossos gnáticos são mais calcificadas que suas contrapartes no restante do esqueleto. Isto é particularmente verdade em espécimes de pacientes idosos.
Espécimes de biópsias seriadas têm mostrado, em alguns casos, que a displasia fibrosa dos ossos gnáticos, clássica histopatologicamente, sofre maturação progressiva ara uma lesão consistindo em osso lamelar em um estroma de tecido conjuntivo moderadamente celular. As trabéculas ósseas nessas lesões tendem a correr paralelamente umas às outras.

## Tratamento e prognóstico
O tratamento clínico da displasia fibrosa dos ossos gnáticos pode representar um problema maior. Embora as lesões menores, particularmente na mandíbula, possam ser ressecadas cirurgicamente na sua totalidade sem muita dificuldade, a natureza difusa e o tamanho grande de muitas lesões, particularmente as da maxila, dificultam a remoção sem cirurgia extensa. Em muitos casos, a doença tende a se estabilizar e essencialmente para de aumentar quando a maturação esquelética é atingida. Algumas lesões, entretanto, continuam a crescer, embora em geral lentamente, nos pacientes adultos.
Alguns pacientes com deformidade estética ou funcional mínima podem não necessitar ou desejar tratamento
cirúrgico. A deformidade estética com problemas psicológicos ou deformidade funcional associada pode ditar a intervenção cirúrgica no paciente mais jovem. Tal procedimento geralmente envolve a redução cirúrgica da lesão a um contorno aceitável sem tentativa de remover toda a lesão. O resultado estético geralmente é bom, mas novo crescimento da lesão ocorre com o tempo. A prevalência de novo crescimento após a remoção cirúrgica é difícil de determinar, mas tem sido estimado que entre 25% a 50% dos pacientes mostram algum crescimento novo após a remoção cirúrgica da lesão. Este novo crescimento é mais comum em pacientes jovens e muitos cirurgiões acreditam que a intervenção cirúrgica deveria ser adiada o máximo possível.
Em poucos estudos, pacientes primariamente com doença poliostótica têm sido tratados efetivamente com
terapia com bifosfonatos, como o pamidronato intravenoso e o alendronato oral. Os bifosfonatos têm mostrado alívio na dor e melhora da resistência esquelética. Entretanto, são necessários estudos adicionais para avaliação dos riscos e benefícios da terapia com bifosfonatos.
A transformação maligna, geralmente o desenvolvimento de um osteossarcoma, tem sido raramente associada com a displasia fibrosa. Muitos exemplos têm sido encontrados em pacientes que receberam terapia com radiação para displasia fibrosa, mas poucos exemplos de alterações sarcomatosas espontâneas têm sido relatados. A terapia com radiação para a displasia fibrosa é contraindicada porque ela carrega o risco de desenvolvimento de sarcoma ósseo pós-irradiação. Tem sido sugerido que os pacientes com síndrome de Mazabraud podem ter risco levemente aumentado de desenvolvimento de sarcoma, mesmo na ausência de exposição à radiação.